# Royaumes et pays représentés à la Diète d'Empire
1867–1918
Entités précédentes :
- Empire d'Autriche

Entités suivantes :
- République d'Autriche allemande
- République tchécoslovaque
- État des Slovènes, Croates et Serbes
- Pologne
- Royaume de Roumanie
- Royaume d'Italie
- République populaire d'Ukraine occidentale

Les royaumes et pays représentés au Conseil d'Empire, (en allemand : Die im Reichsrat vertretenen Königreiche und Länder) ou au Reichsrat, sont, de 1867 à 1918, la désignation officielle de l'ensemble formé par les territoires du nord et de l'ouest de la monarchie austro-hongroise. Il comprenait ces terres de l'ancien empire d'Autriche ayant fait partie de la Confédération germanique, c'est-à-dire les territoires héréditaires des Habsbourg et les pays de la couronne de Bohême, ainsi que le royaume de Galicie et de Lodomérie, la Bucovine et le royaume de Dalmatie. Le nom courant, aussi parmi les juristes et les fonctionnaires, était Cisleithanie (privilégié en allemand : Cisleithanien), par opposition à la Transleithanie, la partie hongroise. Ils étaient également nommés empire d'Autriche ou, plus simplement, Autriche.  

## Terme
L'appellation officielle de cette partie de la double monarchie, un État autonome, se réfère à son parlement commun, le Conseil d'Empire (Reichsrat) siégeant à Vienne. Les représentants des pays de la Couronne de saint Étienne avaient quitté cette assemblée en 1867. Avant l'éclatement de la Première Guerre mondiale, la partie prit la dénomination officielle des « pays autrichiens ». La dénomination utilisée par la population germanophone était simplement « Autriche », une notion qui provoquait une certaine résistance de la part des populations slaves.
Le terme de Cisleithanie désigne approximativement, du point de vue de la capitale Vienne, les pays « en deçà de la Leitha », une rivière qui formait la frontière de la Basse-Autriche avec le royaume de Hongrie. De la même manière, la Transleithanie désignait par opposition les pays de la Couronne de saint Étienne, autrement dit le royaume de Hongrie (avec le grand-duché de Transylvanie et le voïvodat de Serbie et du Banat de Tamiš), le royaume de Croatie-Slavonie et la ville libre (corpus separatum) de Fiume. Les territoires du condominium de Bosnie-Herzégovine, annexés par l'Autriche-Hongrie en 1908, ne sont attribués ni à la Cisleithanie, ni au royaume de Hongrie.

## Institutions
Les pays de la Cisleithanie ont un gouvernement autonome présidé par le ministre-président d'Autriche. Le ministère a été nommé par l'empereur d'Autriche de la maison de Habsbourg-Lorraine, le détenteur du pouvoir exécutif. Seuls les sujets concernant l'armée commune, l'une des composantes des forces armées austro-hongroises, ainsi que la Marine austro-hongroise et la politique étrangère incombaient à un Conseil des Ministres des affaires communes, représentant conjointement les deux parties de l'Autriche et de la Hongrie. Les autorités de la Cisleithanie sont désignés par les lettres k.k. (kaiserlich-königlich, « impérial-royal » pour l'empereur d'Autriche et le roi de Bohême), à la différence de l'abrévation k.u.k. (kaiserlich und königlich, « impérial et royal ») qui ne se réfèrent qu'aux institutions communes de l'Autriche-Hongrie.

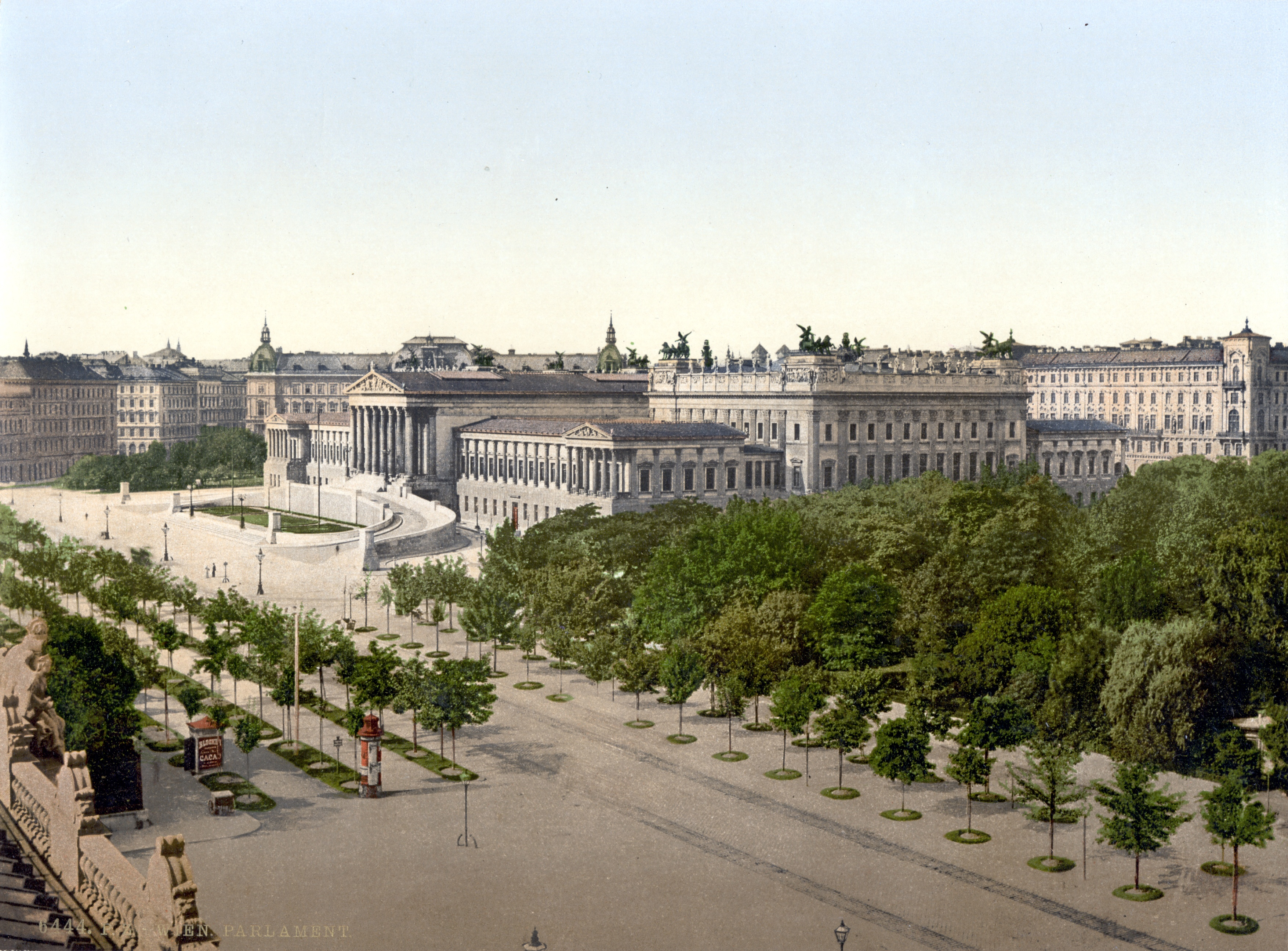
Le bâtiment du Parlement autrichien vers 1900.

Le pouvoir législatif de la Cisleithanie est exercé par le Conseil d'Empire (Reichsrat) à Vienne. Cette assemblée parlementaire bicamérale comprend une Chambre des députés (Abgeordnetenhaus) composée d'élus au suffrage direct et une Chambre des seigneurs (Herrenhaus (de)) composée de seigneurs héréditaires, de prélats et de membres nommés. Il fut créé en 1861 en tant que parlement de l'empire d'Autriche et maintenu lors du Compromis austro-hongrois de 1867. L'assemblée est un des symboles de l'appartenance commune des pays autrichiens après la sortie des pays de la Couronne de saint Étienne. Le gouvernement était responsable devant le Conseil d'Empire. Toutefois, il ne pouvait pas révoquer les ministres de leurs fonctions. Avec les années, la fragmentation multiple de l'assemblée a sensiblement pesé sur ses travaux parlementaires.
La Cour d'Empire (Reichsgericht) était le plus haut tribunal en matière d'affaires civiles et pénales de la Cisleithanie, siégeant au Palais de Justice à Vienne. De plus, la Cour administrative (Verwaltungsgerichtshof) fut fondée après promulgation d'une loi lors du compromis austro-hongrois et commence ses activités en 1876.

## Territoires
La Cisleithanie comprenait :
- les pays de l'empire d'Autriche ayant fait partie de la Confédération germanique :
  - les territoires héréditaires des Habsbourg ayant (à l'exception de Salzbourg) relevé du cercle d'Autriche au sein du Saint-Empire romain germanique jusqu'en 1806 : les archiduchés de Basse- et de Haute-Autriche, les duchés de Styrie, de Carinthie, de Carniole, de Salzbourg, le comté princier de Tyrol et le Vorarlberg, ainsi que le Littoral autrichien (soit le comté princier de Gorizia et Gradisca, la ville immédiate de Trieste et le margraviat d'Istrie) ;
  - les pays de la couronne de Bohême : le royaume de Bohême, le margraviat de Moravie et la Silésie autrichienne ;
- les pays ayant relevé au cours des partages de la Pologne : le royaume de Galicie et de Lodomérie avec le grand-duché de Cracovie et les duchés d'Auschwitz et de Zator ;
- le duché de Bucovine issu de la principauté de Moldavie ;
- le royaume de Dalmatie ayant relevé de la république de Venise puis des Provinces illyriennes.

L'administration des pays est entre les mains des statthalter en tant que représentant l'empereur. Depuis l'adoption de la Patente de février en 1861, dans chaque pays il y a une diète provinciale (Landtag) avec un comité exécutif (Landesausschuss) sous la direction d'un Landeshauptmann. Les territoires étaient divisés en districts politiques, ainsi que villes statutaires.
La Cisleithanie recouvrait les territoires actuels de :
- la république d'Autriche à l'exception du Burgenland ;
- la Tchéquie entière ;
- la Pologne méridionale (moitié du duché de Teschen et Galicie occidentale) ;
- l'Ukraine occidentale (Galicie orientale et Bucovine septentrionale) ;
- la Slovénie entière ;
- la Croatie (Istrie et Dalmatie) ;
- l'Italie (Trentin-Haut-Adige et Vénétie julienne, partie orientale du Frioul-Vénétie Julienne) ;
- la Roumanie (Bucovine méridionale).

## Subdivisions
| Blason | Province | Capitale                                                | Superficie  | Population (31/12/1910) | Langues                                               | Carte |
| ------ | --- | ------------------------------------------------------- | ----------- | ----------------------- | ----------------------------------------------------- | ----- |
|        | Royaume de Bohême (cs) České království (de) Königreich Böhmen | Prague (cs) Praha (de) Prag                             | 51 946 km2  | 6 769 548 hab.          | Tchèque, Allemand, Yiddish                            |       |
|        | Royaume de Dalmatie (hr) Kraljevina Dalmacija (it) Regno di Dalmazia (de) Königreich Dalmatien                                                                              | Zadar (it) Zara                                         | 12 830 km2  | 645 666 hab.            | Croate, Italien, Dalmate (jusqu'en 1898)              |       |
|        | Royaume de Galicie et de Lodomérie (pl) Królestwo Galicji i Lodomerii (uk) Королівство Галичини і Лодомерії (de) Königreich Galizien und Lodomerien                         | Lviv (Léopol) (uk) Львів (pl) Lwów (de) Lemberg         | 78 499 km2  | 8 025 675 hab.          | Polonais, Ukrainien, Rusyn, Gorale, Yiddish, Allemand |       |
|        | Archiduché de Basse-Autriche (de) Erzherzogtum Österreich unter der Enns | Vienne (de) Wien                                        | 19 825 km2  | 3 531 814 hab.          | Allemand (et les autres langues de l'Empire à Vienne) |       |
|        | Archiduché de Haute-Autriche (de) Erzherzogtum Österreich ob der Enns | Linz                                                    | 11 982 km2  | 853 006 hab.            | Allemand                                              |       |
|        | Duché de Bucovine (ro) Ducatul Bucovinei (uk) Герцогство Буковина (de) Herzogtum Bukowina                                                                                   | Tchernivtsi (uk) Чернівці (ro) Cernăuți (de) Czernowitz | 10 441 km2  | 800 098 hab.            | Roumain, Ukrainien, Rusyn, Allemand, Yiddish          |       |
|        | Duché de Carinthie (de) Herzogtum Kärnten (sl) Vojvodina Koroška | Klagenfurt (sl) Celovec                                 | 10 326 km2  | 396 200 hab.            | Allemand, Slovène                                     |       |
|        | Duché de Carniole (sl) Vojvodina Kranjska (de) Herzogtum Krain | Ljubljana (de) Laibach                                  | 9 954 km2   | 525 995 hab.            | Slovène, Allemand                                     |       |
|        | Duché de Haute- et de Basse-Silésie (de) Herzogtum Ober- und Niederschlesien (pl) Księstwo Górnego i Dolnego Śląska (cs) Vévodství Horní a Dolní Slezsko                    | Opava (de) Troppau (pl) Opawa                           | 5 153 km2   | 756 949 hab.            | Allemand, Polonais, Tchèque, Yiddish                  |       |
|        | Duché de Salzbourg (de) Herzogtum Salzburg | Salzbourg (de) Salzburg                                 | 7 153 km2   | 214 737 hab.            | Allemand                                              |       |
|        | Duché de Styrie (de) Herzogtum Stiermark (sl) Vojvodina Štajerska | Graz (sl) Gradec                                        | 22 425 km2  | 1 444 157 hab.          | Allemand, Slovène                                     |       |
|        | Margraviat d'Istrie (hr) Markgrofovija Istra (it) Marchesato d’Istria (sl) Mejna grofija Istra (de) Markgrafschaft Istrien                                                  | Poreč (it) Parenzo                                      | 4 955 km2   | 403 566 hab.            | Italien, Croate, Slovène, Istriote, Istrien           |       |
|        | Margraviat de Moravie (cs) Markrabství moravské (de) Markgrafschaft Mähren                                                                                                  | Brno (de) Brünn                                         | 22 221 km2  | 2 622 271 hab.          | Tchèque, Allemand, Yiddish                            |       |
|        | Comté princier de Gorizia et Gradisca (sl) Poknežena grofija Goriška in Gradiška (it) Contea principesca di Gorizia e Gradisca (de) Gefürstete Grafschaft Görz und Gradisca | Gorizia (sl) Gorica (de) Görz                           | 2 927 km2   | 260 721 hab.            | Slovène, Frioulan, Italien, Allemand                  |       |
|        | Comté princier de Tyrol (de) Gefürstete Grafschaft Tirol (it) Contea principesca del Tirolo                                                                                 | Innsbruck                                               | 26 683 km2  | 946 613 hab.            | Allemand, Italien, Ladin                              |       |
|        | Vorarlberg | Bregenz                                                 | 2 602 km2   | 145 408 hab.            | Allemand                                              |       |
|        | Ville immédiate de Trieste (it) Città Imperiale di Trieste e Dintorni (de) Reichsunmittelbare Stadt Triest und ihr Gebiet                                                   | Trieste (sl) Trst (de) Triest                           | 95 km2      | 229 475 hab.            | Italien, Slovène, Allemand, Yiddish                   |       |
|        | Cisleithanie | Vienne                                                  | 300 003 km2 | 28 571 934 hab.         |                                                       |       |

## Population
| Ethnie                         | Pourcentage de la population |
| ------------------------------ | ---------------------------- |
| Allemands                      | 33 %                         |
| Tchèques                       | 22 %                         |
| Polonais                       | 15 %                         |
| Ruthènes                       | 12 %                         |
| Slovènes                       | 5 %                          |
| Italiens                       | 3 %                          |
| Croates                        | 3 %                          |
| Autres (Roumains, Juifs, Roms) | 7 %                          |